# Saint-Paul (Oise)
Saint-Paul település Franciaországban, Oise megyében. Lakosainak száma 1612 fő (2022. január 1.). Saint-Paul Goincourt, Lachapelle-aux-Pots, Le Mont-Saint-Adrien, Ons-en-Bray, Rainvillers, Saint-Germain-la-Poterie és Villers-Saint-Barthélemy községekkel határos.

## Népesség
A település népessége az elmúlt években az alábbi módon változott:
| Lakosok száma | 1541 | 1536 | 1598 | 1531 | 1562 | 1556 | 1571 | 1592 | 1612 |
|               | 2013 | 2015 | 2016 | 2017 | 2018 | 2019 | 2020 | 2021 | 2022 |